# Ulrika Josephsson
Maria Ulrika Josephsson, född 28 september 1962 i Örebro, är en svensk teaterchef och teaterproducent.
Efter en tid av teaterverksamhet under gymnasietiden och med Peter Flacks revy i Örebro sökte Josephsson sig till Stockholm med Kulturama, skådespelarskola och olika arbetsbefattningar (scentekniker, regiassistent, inspicient, produktionsassistent etc) sedan mitten av 1980-talet på olika fria teatergrupper och teatrar som Orionteatern. Därefter började hon arbeta som teaterproducent för bland annat koreografen Birgitta Egerbladh och Romateatern på Gotland. 1994 började hon som producent på Riksteatern, först vid Unga Riks och sedan 2000 i nära samarbete med dramatikern och regissören Lars Norén i specialprojektet RiksDrama, där de två utgjorde ledarduon som chefsproducent respektive konstnärlig ledare för "undersökning av de dolda rummen" inom människa och samhälle. Hon genomgick också Svensk Scenkonsts och Teaterförbundets ledarskapsutbildning för kvinnliga teaterchefer. 
2007 hade duon blivit utvalda att tillträda som chefer för Betty Nansen Teatret i Köpenhamn, men interna stridigheter inom den danska personalstaben angående formaliteter för chefstillsättningen gjorde att de valde att frivilligt avstå från uppdraget. På Uppsala Stadsteater hade personalen ett starkt önskemål om att få henne som ny teaterchef, men styrelsen gjorde ett annat val. I stället övergick Josephsson till att vara frilansande producent bland annat i New York och ansvarig på programavdelningen på Södra Teatern i Stockholm. Sommaren 2009 återknöt hon samarbetet med Lars Norén och övertog som VD, tillsammans med honom som konstnärlig ledare, chefskapet för Folkteatern, Göteborg. Då Lars Norén av hälsoskäl slutade sin tjänst på teatern 2011 tog Ulrika Josephsson den dubbla rollen som VD och konstnärlig ledare på teatern där hon arbetade fram till slutet av 2013. Sedan januari 2014 är hon verksam i Stockholm där hon driver egen verksamhet inom projektledning i scenkonstbranschen, bland annat som konstnärlig ledare för den internationella Ingmar Bergman-festivalen på Dramaten.
Sedan 2015 driver hon tillsammans med regissören Sofia Jupither teaterkompaniet Jupither Josephsson Theatre Company, för produktion av europeisk samtidsdramatik i samverkan med teatrar i Sverige och Europa.